# Provincia de Oxapampa
La provincia de Oxapampa es una de las tres provincias que conforman el departamento de Pasco, en el centro del Perú.

## Historia
El nombre de Oxapampa proviene del quechua uqsha, paja; y de pampa, llanura. Significa entonces 'llanura de paja'. Los nativos yáneshas (amueshas), por su parte la llaman Mon Konma. En estas dos acepciones significan igualmente llanura de carrizo o pajonal.
No se puede hablar de una historia del distrito propiamente dicha sino hasta después de su fundación. Así, el territorio donde también está el distrito, perteneció inicialmente a los yáneshas, quienes poblaron este lugar desde épocas ancestrales. En 1635 fue visitado y evangelizado por los sacerdotes franciscanos. Los misioneros, además de su labor evangelizadora, elaboraron los primeros informes geográficos, lingüísticos y etnológicos de la extensa región de la selva, realizando expediciones por los diversos ríos de la provincia de Oxapampa.
En 1673, los misioneros de la mina de sal, Huancabamba y otros centros, se hallaban en floreciente desarrollo, pero los nativos exterminaron estas misiones y se determinó su retiro. En 1742 la sublevación del caudillo indígena Juan Santos Atahualpa —apu inca— causó la decadencia de las misiones. Se había declarado descendiente de Atahualpa, dominando de esa forma a las tribus de yáneshas y asháninkas, sublevándolas contra los franciscanos.
En trece años que duró la rebelión, diezmaron las misiones de Chanchamayo, Perene, Huancabamba, Gran Pajonal y Alto Ucayali.
En 1763, se organizó una expedición en el río Pachitea y Ucayali, restableciéndose las antiguas misiones. Por esa época el valle de Huancabamba fue poblado por ricos hacendados de la sierra. Así, las haciendas de Chaupimonte, Punchao, Naranjal y Lanturachi se originaron en este período colonial.
Fue entre 1837 a 1840 que José Rufino Cárdenas se estableció en el valle de Huancabamba, y 16 años más tarde, surgió la idea de colonizar la zona y juntamente con Esteban Bravo y Gregorio Rivera hicieron las gestiones ante el prefecto de Junín, don Bernardino Bermúdez, para que los colonos de procedencia austro-alemana poblasen estas tierras.
Esta realidad se cristalizó cuando en 1857 llegó a esta zona el primer grupo de estos colonos, en mérito a un convenio firmado entre el barón Schütz y gracias a otro convenio firmado entre el Gobierno peruano y el Sr. Scotland, llegando así cien colonos más hacia Pozuzo.
En 1890, el Gobierno propicia la construcción de la vía de Pichis de San Luis de Shuaro a Puerto Bermúdez. Por esa fecha, el 30 de agosto de 1891, fue fundada Oxapampa por el colono Enrique Böttger Treu, quien nació el 19 de julio de 1857 en la ciudad de Lima. Fue hijo de padres alemanes y falleció en abril de 1945, a la edad de ochenta y siete años.
Los austros alemanes que llegaron a Oxapampa fueron perfeccionando sus técnicas de cultivo, el cruce genético de plantas y animales, aumentaron las áreas de cultivo e iniciaron la industria maderera. La familia Müller fundó la E. A. W Müller S. A., empresa que contaba con un aserradero, cafetales y otras propiedades. Luego llegaría la presencia yugoslava en la zona, con la familia Balarín, que conforma un clan de prósperos hacendados madereros en Oxapampa.
En 1899, se traza el primer plano oficial del pueblo de Oxapampa.
En 1906, se promueve la idea de la construcción de un ferrocarril de Tambo de Sol a Pucallpa, pasando por Oxapampa y siguiendo luego el curso del Pachitea.
En el gobierno de Leguía (1919-1930), se promovió de nuevo el proyecto del ferrocarril del Tambo de Sol-Pucallpa, construyéndose algunos kilómetros por ambos lados. También en esa fecha corrió la idea de la colonización del río Pescado, abriéndose una senda por la quebrada de la Esperanza, cerca de Oxapampa. En 1928, por el valle de Chontabamba, se descubre el paso de San Gotardo, que comunica con las pampas de Junín.
El 24 de enero de 1925, la colonia de Oxapampa pasa a ser distrito de Oxapampa, nombrándose a Alejandro Johnson como el primer alcalde.
El 13 de enero de 1928, se aprobó el Plano Catastral de la zona urbana del distrito, el cual fue elaborado por el Ing. Juan E. Zegarra, las casas en su totalidad construidas de madera, según el trazo del primer plano del pueblo de Oxapampa fue reubicado y se trasladaron con bueyes y palancas.
En 1929 se crea la primera escuela del Estado: Escuela de Varones n.º 5091, hoy Reverendo Padre Bárdo Bayerle, hasta ese año había funcionado como particular, sostenida por los padres de familia.
En el aspecto religioso, la colonia de Oxapampa era atendida por los misioneros de Quillazú. En 1930 aparecen en Oxapampa los padres franciscanos alemanes, a los que más tarde cedió el municipio algunos lotes para casas e iglesia. El padre Bardo se hizo cargo del Centro Escolar de Varones. Poco después, y a pedido de los austroalemanes, el 21 de abril de 1934, llegan al Perú para establecerse en Oxapampa las religiosas Franciscanas de Bamberga, quienes durante muchos años han trabajado en el campo educativo y en la asistencia de enfermos creando el Centro Educativo de Mujeres n.º 5092, hoy Divina Pastora.
En 1940, se inaugura la iglesia, construida íntegramente en madera, y se abre un campo de aterrizaje.
El 27 de noviembre de 1944, a través de la Ley n.º 10030, se crea el departamento de Pasco con la provincia de Oxapampa, Pasco y Daniel Carrión. La provincia de Oxapampa con los distritos de Oxapampa, Chontabamba, Huancabamba y Villa Rica.
En el mismo año, se inaugura la carretera Chanchamayo-Oxapampa, con la presencia del presidente Manuel Prado. En el gobierno del general Odría, se promueve nuevamente la apertura del ferrocarril Tambo de Sol-Pucallpa, con base en estudios anteriores. Sin embargo, al frustrarse este proyecto, se intenta abrir un camino carretero de Oxapampa a las pampas de Junín por el valle de Chontabamba.
En 1953, los misioneros franciscanos alemanes se retiran de Oxapampa, al igual que las religiosas franciscanas de Bamberga, que son sustituidas por las religiosas franciscanas de la congregación del Divino Pastor.
En 1956, se construye el Colegio Nacional Mixto Libertador Mariscal Castilla, el mismo que vino funcionando desde 1954 como colegio particular.
En 1957, se estrena el Hospital San Buenaventura de Oxapampa, levantado por monseñor Uriarte, apostólico de San Ramón. En el gobierno del arquitecto Belaúnde, se promueve de nuevo la colonización del río Pescado, en las nacientes del río Esperanza e Iscozacín. Por la misma fecha, se estrena la construcción del cine Lido, hoy en desuso.
En 1959, se inaugura la Compañía de Bomberos Oxapampa n.º 01.
En el año 1963, se crea el Instituto Nacional Agropecuario n.º 53, hoy institución Educativa San Francisco de Asís n.º 53.
En el año 1966, se crea la Escuela Normal Mixta de Oxapampa y el Colegio Santa Rosa, hoy Divina Pastora.
El 20 de junio de 1980, se crea la sede de Universidad Nacional Daniel Alcides Carrión, que viene funcionando con las escuelas de Zootecnia, Agronomía, Educación Inicial e Ingeniería Ambiental.
El 24 de febrero de 1984, se crea el Instituto Superior Tecnológico Público Oxapampa, a través de la Resolución Directoral n.º 119-84-ED y revalidado a través de la Resolución Directoral n.º 124-2006-ED.
Actualmente, Oxapampa es un lugar de grandes esperanzas económicas, por la misma razón del potencial de recursos naturales, su ubicación geocéntrica y la bondad de sus tierras fértiles. Y más aún, por ser propicio para una gran afluencia turística por sus atractivos y belleza paisajística.

## Geografía
La provincia tiene una extensión de 17 767 km².

## Capital
La capital de esta provincia es el distrito de Oxapampa.

## División administrativa

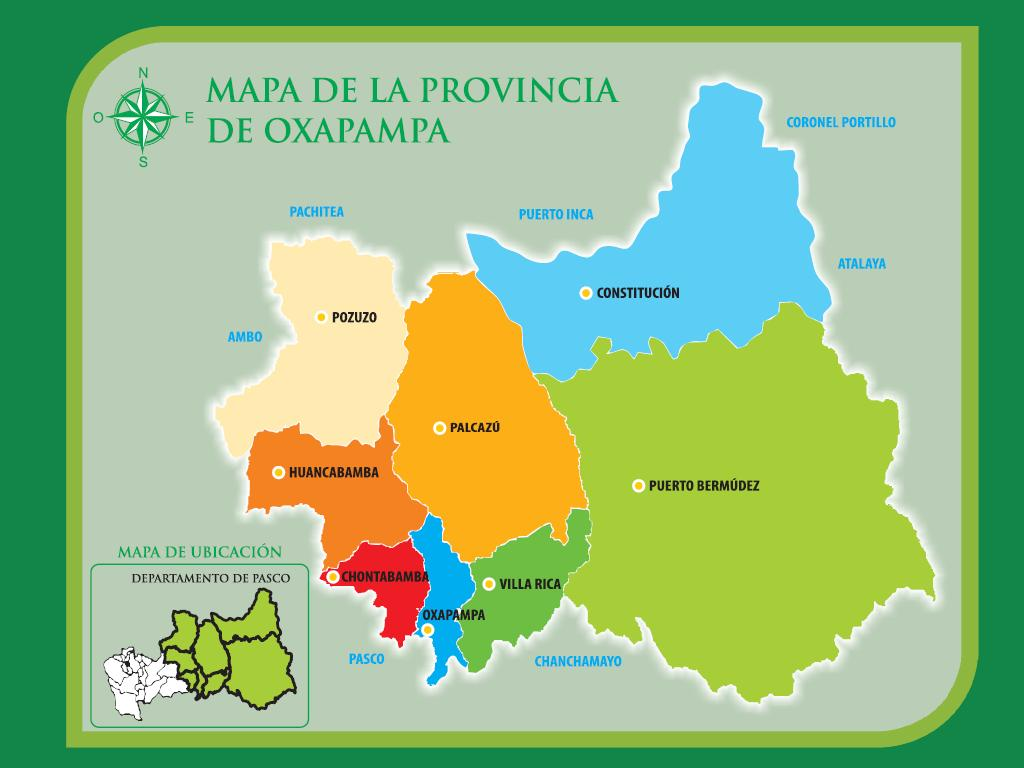
Este mapa muestra los distritos de la provincia de Oxapampa

La provincia se divide en ocho distritos:
1. Oxapampa
2. Chontabamba
3. Constitución[1]
4. Huancabamba
5. Palcazú
6. Pozuzo
7. Puerto Bermúdez
8. Villa Rica

## Demografía

### Población
Tiene una población aproximada de 87 470 habitantes. Está habitada principalmente por descendientes de escandinavos, alemanes y austriacos, así como una minoría de pobladores nativos andinos y amazónicos (yáneshas).

### Religión
El representante de la Iglesia católica en esta provincia es el vicario apostólico de San Ramón Gerardo Žerdín Bukovec, OFM. Desde el punto de vista jerárquico de la Iglesia católica, forma parte del vicariato apostólico de San Ramón.

## Autoridades

### Regionales
- Consejeros regionales
  - 2019-2022[4]

  1. Bismark Alfonso Ricaldi Nano (Pasco Verde)
  2. Bledhy Cristian Moale Colina (Alianza para el Progreso)
  3. Eusebio Luis Contreras Zamudio (Alianza para el Progreso)
  4. Grecia Yoseli Witting Köhel (Alianza para el Progreso)

### Municipales
- 2015-2018[5]
  - Alcalde: Pedro Ubaldo Polinar, de Pasco Verde.
  - Regidores: Ricardo Zoilo Samar Huachuhuaco, Jersy Rodolfo Pascual Mariño, Jhonny Vargas Espinoza, Ana María Chamorro López, Alberto Eugenio Padilla Morales, Dayana Nevenka Sherly Carrillo Cuellar, Soraya Variania Iparraguirre Quispe, Kim Tami Muñoz Yurivilca, Edgardo Salazar Guillen.[6]

### Policiales
- Comisario: Mayor PNP

## Biodiversidad
Entre las especies de animales que habitan en la provincia de Oxapampa, se encuentra el anfibio Pristimantis sagittulus.